# ITunes Festival: London 2010 (Keane)
iTunes Festival: London 2010 è il sesto EP del gruppo musicale britannico Keane, pubblicato il 21 luglio 2010 dalla Island Records.

## Descrizione
Pubblicato esclusivamente per il download digitale sull'iTunes Store, l'EP contiene 11 brani registrati al Roundhouse di Londra l'11 luglio 2010.

## Tracce
1. This Is the Last Time (Live) – 3:44
2. Clear Skies (Live) – 4:27
3. Try Again (Live) – 3:43
4. Is It Any Wonder? (Live) – 3:07
5. You Don't See Me (Live) – 4:08
6. Atlantic (Live) – 3:56
7. Everybody's Changing (Live) – 3:53
8. You Haven't Told Me Anything (Live) – 4:20
9. My Shadow (Live) – 5:12
10. Somewhere Only We Know (Live) – 4:01
11. Love Is the End (Live) – 5:42

## Formazione
- Tom Chaplin – voce
- Tim Rice-Oxley – pianoforte, cori
- Richard Hughes – batteria, cori
- Jesse Quin – chitarra acustica, percussioni, sintetizzatore